# Saison 1 de Star Wars Rebels
Chronologie
Saison 2
La première saison de Star Wars Rebels, série d'animation en 3D américaine, est constituée de quinze épisodes. Créée par Simon Kinberg, Dave Filoni et Carrie Beck, la série se déroule entre l'épisode III, La Revanche des Sith, et l'épisode IV, Un nouvel espoir, de la série de films Star Wars.
Elle débute avec un double épisode, nommé Prémices d'une Rébellion, qui a été diffusé en avant-première le 3 octobre 2014 sur Disney Channel. Par la suite, la diffusion de la saison se poursuit sur Disney XD avec l'épisode Droïdes en détresse, diffusé le 13 octobre 2014, et se termine avec l'épisode Galaxie en flammes le 2 mars 2015. En France, elle a été diffusée du 3 octobre 2014 au 22 mars 2015, également sur Disney XD.

## Synopsis
14 ans après l'épisode III et donc 5 ans avant l'épisode IV, la galaxie connaît une période sombre depuis que l'Empire galactique a étendu son emprise, Star Wars Rebels propose de découvrir une planète très, très lointaine occupée et contrôlée d'une main de fer par les Forces Impériales. Dans cet univers en plein chaos, quelques habitants s'allient et décident d'unir leurs forces pour lutter contre les Stormtroopers, combattants de l'Empire. À bord de leur vaisseau spatial, le Ghost, les 5 membres d'un équipage hétéroclite (en incluant le droïde) sont rejoints par un jeune homme possédant des qualités naturelles pouvant le conduire à devenir Jedi. Ils devront faire preuve de beaucoup d'ingéniosité, de persévérance et de courage pour vivre des aventures palpitantes mais risquées et affronter de nouveaux représentants du côté obscur de la Force pour devenir des héros.

## Distribution

### Principaux et récurrents
| Principaux - Taylor Gray (VF : Antoni Lo Presti ; VQ : Alexandre Bacon) : Ezra Bridger - Freddie Prinze Jr. (VF : Mathieu Moreau ; VQ : Pierre-Étienne Rouillard) : Kanan Jarrus - Steve Blum (VF : Olivier Cuvellier ; VQ : Denis Roy) : Zed Orrelios - Tiya Sircar (VF : Mélanie Dermont ; VQ : Claudia-Laurie Corbeil) : Sabine Wren - Vanessa Marshall (VF : Carole Baillien ; VQ : Rose-Maïté Erkoreka) : Hera Syndulla - C1-10P « Chopper » - Jason Isaacs (VF : Jean-Marc Delhausse ; VQ : Bruno Marcil) : le Grand Inquisiteur - David Oyelowo (VF : Laurent Van Wetter ; VQ : Alexandre Fortin) : agent Kallus - Steve Blum et Greg Weisman : les stormtroopers | Récurrents - Keith Szarabajka (VF : Pierre Bodson ; VQ : Sylvain Hétu) : Cikatro Vizago - Kath Soucie (VQ : Mélanie Laberge) : Maketh Tua - Brent Spiner (VF : Franck Dacquin) : Gall Trayvis - David Shaughnessy (VF : Philippe Résimont) : Cumberlayne Aresko - David Shaughnessy (VF : Martin Spinhayer) : Myles Grint - Peter MacNicol : Tseebo - Dee Bradley Baker (VF : Franck Dacquin) : amiral Kassius Konstantine - Stephen Stanton (en) (VF : Pierre Laurent ; VQ : Jean-Luc Montminy) : Grand Moff Tarkin |

### Invités
- James Earl Jones (VF : Jean-Louis Faure) : Dark Vador (version longue de l'épisode 1 et épisode 15)[4]
- James Arnold Taylor (VF : Bruno Choël ; VQ : François Godin) : Obi-Wan Kenobi (épisode 1)[5]
- Anthony Daniels (VF : Jean-Claude Donda ; VQ : François Sasseville) : C-3PO (épisode 3)[2]
- R2-D2 (épisode 3)[2]
- Phil LaMarr (VF : Lionel Tua ; VQ : Paul Sarrasin) : Bail Organa (épisodes 3 et 15)[2]
- Bryton James (VF : Nicolas Matthys) : Zare Leonis (épisodes 6 et 12)[2]
- James Hong (VF : Daniel Nicodème) : Azmorigan (épisode 11)
- Billy Dee Williams (VF : Philippe Allard) : Lando Calrissian (épisode 11)[6]
- Frank Oz (VF : Jean Lescot) : Yoda (épisode 10)[7]
- Ashley Eckstein (VF : Olivia Luccioni ; VQ : Julie Beauchemin) : Ahsoka Tano (épisode 15)[8]

 Source et légende : version française (VF) sur AlloDoublage et version québécoise (VQ) selon le carton de doublage de la fin du générique des épisodes.

## Liste des épisodes

### Épisode 1:Prémices d'une Rébellion, première partie
- États-Unis : 3 octobre 2014 sur Disney Channel[1]
- France :
  - 3 octobre 2014 sur Disney XD[12]
  - 14 février 2015 sur France 3[13]

- États-Unis : 2,74 millions de téléspectateurs[14] (première diffusion)
- : 6,50 millions de téléspectateurs[15] (première diffusion)

Ezra Bridger est un jeune garçon de 14 ans, orphelin, vivant seul dans une tour sur Lothal. Ce jour-là, alors qu'un Destroyer Stellaire de classe Impérial passe au-dessus de sa tour, il décide de partir en ville, à Capital City. Une fois arrivé, il surprend deux officiers, nommés Myles Grint et Cumberlayne Aresko, accompagnés par des Stormtroopers, arrêter un marchand pour haute trahison. Il arrive alors à voler le comlink de l'officier Aresko pour envoyer une fausse alerte. Les hommes de l'Empire Galactique relâchent donc le marchand qui remercie Ezra, ce dernier en profite pour lui prendre quelques fruits.
Ezra grimpe alors sur les toits de la ville pour aller écouter la discussion des deux officiers impériaux à propos de l'alerte avec un groupe d'hommes dirigé par Yogar Lyste, et devant livrer des caisses au portail impérial, quand il ressent quelque chose d'étrange provenant d'un homme isolé. Ce dernier se rapproche d'un Lasat et communique avec lui discrètement, ainsi qu'avec une Mandalorienne qui pose une bombe sur une motojet impériale, la faisant ainsi exploser. Ezra comprend qu'il s'agit d'un groupe de rebelles. Trois autres motojets partent avec les caisses mais sont bloquées par un landspeeder conduit par le mystérieux homme. Ce dernier assomme un pilote de MD-TT (Module de Défense Tout-Terrain) et en tue un deuxième, des Stormtroopers arrivent alors en renfort mais sont attaqués et assommés par le Lasat. Ezra en profite pour voler une motojet et il s'enfuit suivi par les deux rebelles ; commence alors une course-poursuite dans les rues de Capital City puis à l'extérieur de la ville où deux motojets impériales les suivent avant d'être détruites. L'homme rebelle, nommé Kanan, finit la course-poursuite seul contre Ezra, il réussit à l'arrêter avant qu'un chasseur TIE tire sur sa motojet. Par la suite, ce chasseur détruit aussi la motojet d'Ezra avant d'être lui-même détruit par le vaisseau des rebelles. Kanan invite Ezra à monter dans le vaisseau avant l'arrivée de quatre nouveaux chasseurs TIE, le jeune garçon fait alors un saut incroyable avec une des caisses impériales pour monter dans le vaisseau.
Une fois à bord, Ezra découvre que les caisses contiennent des fusils Blaster E-11 impériaux, valant chers sur le marché noir. Il se dispute avec le Lasat car il réclame sa part des armes qu'il considère avoir volé tout seul. Kanan rejoint alors une Twi'lek nommée Hera et son droïde astromécano Chopper dans le cockpit du vaisseau. Les deux se chamaillent tout comme Ezra et le Lasat dans la soute, ce dernier enferme le jeune homme dans un compartiment clos, pensant être tranquille. Pendant ce temps, la Twi'lek dit à Kanan ce qu'elle pense du jeune garçon étant pour elle très malin et débrouillard tandis que Kanan le trouve téméraire et dangereux. Il se rend compte sur l'écran de contrôle que le gamin n'est plus dans la soute. Il demande à Zed et Sabine où il est et Zed se rend compte qu'il n'est plus dans le compartiment fermé. Il est parti par l'aération du vaisseau et tombe dans une des salles de tir où il voit que le vaisseau est sorti de l'atmosphère de Lothal et qu'il est dans l'espace. Il est alors surpris par Sabine venue ici pour tirer sur les chasseurs TIE. Zed peut alors rattraper le jeune garçon avant que le vaisseau passe en hyperespace.
Pendant ce temps sur Lothal, Cumberlayne Aresko fait son rapport à un Agent du Bureau de la Sécurité Impériale chargé de stopper les rebelles nommé Kallus. L'Agent prépare alors la riposte de l'Empire contre cette cellule rebelle.
Dans le Ghost, Ezra fait la connaissance de la pilote Hera et demande à être déposé sur Lothal. L'équipage s'arrête à proximité d'un camp de réfugiés. Sabine, Zed et Ezra se rendent à ce camp avec des caisses, ce camp est nommé Tarkin-ville en l'honneur du Grand Moff Tarkin, gouverneur de la Bordure Extérieure, ayant exproprié tous les gens de ce village pour s'emparer des terres. Ils ouvrent les caisses remplies de nourriture et les donnent aux habitants réfugiés dans ce camp. Ezra se rend alors compte de la bonté de ce groupe de rebelles, risquant leur vie pour survivre et nourrir les réfugiés.
Pendant ce temps, Kanan et Hera rencontrent Cikatro Vizago et ses droïdes IG-RM à son camp pour lui vendre les fusils Blaster E-11 volés précédemment grâce à ses renseignements. Il les paye en crédits et leur propose de leur révéler une information qu'ils recherchaient depuis longtemps à propos des Wookiees.
Plus tard, alors qu'Ezra est seul devant le Ghost, il ressent quelque chose d'étrange venant du vaisseau et plus précisément de la chambre de Kanan. Il s'y rend et découvre un compartiment secret, caché sous son lit, renfermant un cube et un sabre laser. Ezra l'allume sans faire exprès et est très étonné de sa découverte. Chopper l'a aperçu entrer dans la cabine de Kanan et prévient ce dernier qui arrive à ce moment-là. Il demande à Ezra de lui rendre ce sabre laser, l'arme des Jedi. Ezra le lui rend sans lui dire qu'il a aussi trouvé le mystérieux cube et part. Kanan et Hera se doutent que cela ne s'arrête pas là, ce jeune garçon a bien quelque chose de particulier.
Ezra croise Sabine et discute avec elle, il lui demande ce que ce groupe est réellement car il sait qu'il ne s'agit pas que d'un groupe de voleurs. Elle lui répond « une famille », cela touche le jeune orphelin n'ayant pas eu de famille depuis longtemps. Sabine part alors rejoindre les autres pour un briefing et le laisse avec Chopper. Kanan et Hera annoncent à Sabine et Zed leur nouvelle mission qui consiste à libérer un groupe de Wookiees prisonniers et esclaves de l'Empire, ces Wookiees sont des soldats de l'ancienne République. Ils sont en partance pour un camp de travail inconnu, le temps presse donc pour l'équipe s'ils veulent les libérer. Au milieu de cette réunion, un bruit se fait entendre, il s'agit d'Ezra les écoutant discrètement à travers une porte. Zed le surprend et veut lui régler son compte mais les autres refusent car il en sait trop. Hera le prend avec elle dans le cockpit et ils partent en hyperespace libérer les Wookiees. Ezra exprime alors son ressenti pour cette mission qu'il trouve dangereuse.
- Dans la première version du scénario, la course-poursuite devait s'effectuer à pied sur les toits[16].
- L'épisode fut diffusé en avant-première mondiale au cinéma uniquement dans dix villes de France le 28 septembre 2014[17]. Par la suite, le 26 octobre 2014, il est rediffusé sur ABC, incluant une scène inédite de l'Inquisiteur, ainsi qu’un caméo de Dark Vador[18].

### Épisode 2:Prémices d'une Rébellion, deuxième partie
- États-Unis : 3 octobre 2014 sur Disney Channel[1]
- France :
  - 3 octobre 2014 sur Disney XD[12]
  - 14 février 2015 sur France 3[13]

- États-Unis : 2,74 millions de téléspectateurs[14] (première diffusion)
- : 6,50 millions de téléspectateurs[15] (première diffusion)

Le Destroyer Stellaire se place au-dessus des deux vaisseaux pour pouvoir les faire entrer dans le hangar inférieur. À ce moment-là, Hera persuade Ezra d'aller dans le croiseur pour prévenir les autres membres du Ghost pour qu'ils puissent fuir. Kallus et ses hommes entrent dans le vaisseau tandis que Kanan et Zed se dirigent vers les cellules d'emprisonnement où devaient être les Wookiees. En réalité, des Stormtroopers sont à l'intérieur, prêts à les arrêter. Ezra arrive à temps avant qu'ils ne fassent exploser la porte pour les prévenir du piège, les soldats impériaux sortent à ce moment et Ezra tire avec sa fronde laser sur l'explosif placé par Kanan avant de s'enfuir. Il leur reste à retrouver Sabine et Chopper qui ont pour mission d'arrêter le générateur de gravité du vaisseau. Kanan, Ezra et Zed se trouvent face à Kallus et ses hommes au moment où Sabine désactive le générateur. Tout le monde se retrouve en apesanteur ce qui gêne les impériaux. Toute l'équipe se rejoint au moment où la gravité est relancée et l'équipe commence à rentrer dans le Ghost. Zed, en retard, pousse Ezra pour pouvoir entrer mais ce dernier est capturé par Kallus sans que le Lasat ne puisse y faire quelque chose.
Le Ghost se sauve en faisant exploser le transport impérial 651 dans le hangar du Destroyer. L'équipe se réunit dans la salle de pilotage et Kanan demande où est le petit, Zed lui dit alors la vérité, gêné.
Dans le Destroyer, Kallus tente de faire parler Ezra qui se moque de lui en disant qu'il s'appelle Jabba le Hutt. Kallus lui explique qu'il l'utilise comme appât pour piéger les autres membres du Ghost. Il part et demande à deux Stormtroopers de lui prendre ses affaires. Ils s'exécutent et prennent son sac et sa fronde laser mais le jeune garçon garde le mystérieux cube de Kanan. Il essaye de l'ouvrir, s'énerve et le lance contre un mur de sa cellule. Il essaye ensuite de se calmer et ferme les yeux, il est surpris d'entendre une voix dans sa cellule et s'aperçoit que le cube s'est ouvert et diffuse un message holographique. Ce message est un enregistrement du Maître Jedi Obi-Wan Kenobi datant du jour de l'Ordre 66, où l'Empire Galactique fut créé après la chute de la République Galactique et de l'Ordre Jedi, il dit à tous les Jedi de rester cachés et de se fier à la Force. Le cube est en réalité un Holocron.
L'équipage du Ghost se dispute pour savoir s'ils doivent y retourner pour sauver le garçon ou non. Zed et Sabine sont contre, trouvant cela trop dangereux, et Hera et Chopper sont pour. C'est à Kanan de trancher la question.
Ezra, pendant ce temps, trouve le moyen de sortir en enfermant ses deux gardes dans sa cellule à sa place, il retrouve ses affaires et vole un casque impérial évoquant la planète Kessel et les Wookiees. Il entend aussi qu'un vaisseau est entré dans le hangar inférieur, il décide donc de s'y rendre par le système d'aération et de passer un faux message sous le nom de LS-123 indiquant qu'un vaisseau est entré dans le hangar supérieur, ce qui détourne une partie des troupes vers ce hangar. Il retrouve les rebelles et tous peuvent repartir. Sabine leur laisse un petit cadeau en faisant exploser le hangar, ce qui crée une brèche vers le vide spatial tuant de nombreux soldats mais pas Kallus.
Ezra se rend dans la cabine de pilotage pour remercier Hera qui lui dit qu'ils se rendent sur Lothal pour déposer Ezra chez ses parents qui doivent se faire du souci, il lui révèle alors qu'il est orphelin. De plus, ils ont une mission à accomplir sur Kessel dans les mines d'épices.
Sur Kessel, les Wookiees prisonniers, dont Wullffwarro et son fils Kitwarr, sont emmenés vers les mines d'épices lorsque le Ghost arrive. Hera tire sur les Stormtroopers pour libérer les Wookiees pendant que les autres descendent au combat. Ezra contourne les soldats impériaux pour aller défaire les menottes des Wookiees qui peuvent aider les autres à se débarrasser des soldats. Quatre chasseurs TIE arrivent et tirent sur le Ghost ainsi qu'un croiseur de classe Gozanti qui disperse les Wookiees et qui décharge un groupe de soldats commandé par Kallus. Les Wookiees et les rebelles doivent se replier mais Wullffwarro est blessé et tente de sauver Kitwarr, poursuivi par un Stormtrooper. Zed et Ezra l'aident à le relever et tous vont se mettre à couvert derrière des caisses. Pendant ce temps, Hera tente de semer les chasseurs TIE.
Kanan, en voyant la tournure de la situation, n'a plus le choix, il se relève, prend les deux parties de son sabre laser et l'allume : maintenant l'Empire sait qu'il est un Jedi. Kallus ordonne à ses hommes de se focaliser sur le Jedi et le combat reprend. Zed fait entrer les Wookiees dans un conteneur malgré les cris de Wullffwarro inquiet pour son fils, Ezra décide donc de partir le sauver, suivi par Kallus. Il le retrouve poursuivi par un Stormtrooper sur une plateforme au-dessus des mines et il réussit à faire un saut au-dessus du Stormtrooper grâce à la Force puis à lui tirer dessus avec sa fronde laser le faisant tomber dans le vide, il libère Kitwarr avant que Kallus arrive. Pendant ce temps, le Ghost arrive vers les autres et récupère le conteneur dans lequel ils sont tous entrés avant de rejoindre Ezra et de le sauver de Kallus qui le prend pour le padawan de Kanan. Une fois reparti dans l'espace, Wullffwarro put revoir son fils et les Wookiees repartirent en canonnières anti-esclavagistes Auzituck en remerciant l'équipage du Ghost et en leur disant qu'ils pourront, dans le futur, compter sur eux s'ils ont besoin d'aide. Ezra suppose tristement être le prochain à quitter le vaisseau. Il réussit à prendre une seconde fois le sabre laser de Kanan avant d'arriver sur Lothal. Une fois posé, il rend l'Holocron ouvert à Kanan et repart vers sa tour, Hera et Kanan sont maintenant sûrs qu'il est sensible à la Force. Kanan le rejoint et lui explique ce qu'est la Force et qu'elle est forte en lui, il lui propose de devenir son apprenti. Ezra accepte et retourne à bord du Ghost.
- La planète Kessel est d'abord mentionnée dans Un nouvel espoir, mais c'est ici sa première apparition à l'écran. L'épisode utilise des dessins et des notes que George Lucas avait largement développé pour Kessel, décrivant son apparence, sa culture et son économie[16].
- Le design du gunship wookiee vu à la fin de l'épisode a été conçu à partir des véhicules militaires de ce peuple apparaissant lors de la bataille de Kashyyyk dans La Revanche des Sith[16].
- Cet épisode peut être diffusé en deux parties en tête de saison.

### Épisode 3:Droïdes en détresse
- États-Unis : 13 octobre 2014 sur Disney XD[1]
- France :
  - 19 octobre 2014 sur Disney XD[19]
  - 15 février 2015 sur France 4

- États-Unis : 1,03 million de téléspectateurs[20] (première diffusion)

En s'échappant d'un escadron de chasseurs TIE, les rebelles remarquent leur manque évident de ressources concernant les vivres, le matériel et le carburant. Kanan propose à l'équipe de remplir un contrat avec Vizago pour gagner des crédits. Le Ghost se dirige alors vers le spatioport de Capital City et l'équipe monte dans la navette ST-45 en partance pour Garel. Sabine et Zed se retrouvent derrière la ministre Maketh Tua et un Aqualish nommé Amda Wabo ; ne parlant pas la même langue, un droïde de protocole est avec eux. Il s'agit de C-3PO accompagné de R2-D2. La navette, pilotée par RX-24, décolle alors de Capital City puis passe en hyperespace.
Le plan des rebelles commence alors : Chopper dérange les gens dans la navette, obligeant ainsi tous les droïdes, dont C-3PO et R2-D2, à rejoindre la soute suivant le règlement impérial. La ministre se retrouve alors sans interprète. Zed présente alors Sabine comme une élève de l'Académie Impériale parlant la langue de Amda, elle sert donc d'interprète et demande à l'Aqualish où se situe sa cargaison, il lui répond et Sabine dit à la ministre qu'elle se trouve au hangar 17.
Arrivé sur Garel, un groupe de Stormtroopers escorte la ministre, le marchand et les deux droïdes au hangar 17 alors que les rebelles se dirigent vers le hangar 7 grâce à Ezra leur ayant ouvert la porte après avoir réalisé quelques acrobaties à l'aide de la Force. Le Ghost arrive, piloté par Hera, tandis que Zed, Sabine et Ezra ouvrent les caisses. Zed est surpris de voir des pertubateurs ioniques T-7 dans celles-ci, étant donné qu'ils ont été interdits par le Sénat Impérial. Pendant ce temps, Maketh Tua se rend compte que le hangar 17 est vide, Amda Wabo essaye de lui dire, dans sa langue, qu'il faut aller au hangar 7, C-3PO l'explique à la ministre qui veut donc y aller. Chopper a alors comme mission de les retarder, il se bat avec R2-D2 mais la ministre le reconnaît et comprend qu'il s'agit d'un plan pour voler la marchandise. Les Stormtroopers arrivent à temps pour essayer d'arrêter le groupe de rebelles mais Zed se débarrasse facilement d'eux, aidé de Kanan. R2 et 3PO se joignent au groupe de rebelles et le Ghost décolle. Zed ne veut pas vendre ces armes à Cikatro Vizago mais Sabine et Kanan le persuadent en rajoutant qu'ils peuvent aussi vendre les deux "droïdes impériaux".
Pendant ce temps, la ministre informe l'Agent Kallus de ce qui s'est passé sur Garel. Après une dispute entre Zed et Ezra, Hera lui parle et lui explique le massacre causé par les Impériaux sur Lasan grâce aux perturbateurs ioniques T-7 tandis que R2-D2 explique à Sabine que sa vraie mission est d'empêcher les Impériaux d'avoir les armes et que son maître payerait pour retrouver ses deux droïdes. Le groupe de rebelles retrouve Vizago à son camp sur Lothal pour lui vendre les armes mais C-3PO, qui a peur de l'équipage du Ghost, prévient l'Empire Galactique et donne sa position. Les Impériaux arrivent alors au camp, Cikatro Vizago et ses droïdes IG-RM préfèrent fuir sans payer Kanan plutôt qu'affronter l'Empire alors que le groupe de rebelles préfère rester et affronter l'Agent Kallus et ses hommes.
- Paul Reubens assure la voix du droïde pilote RX-24, un clin d'œil à son célèbre rôle de Rex, le pilote de l'attraction Star Tours[21].
- Le plan final de Bail Organa qui insère une carte de données dans R2-D2 fait référence à la scène de la princesse Leia Organa qui insère également une carte dans R2-D2 dans Un nouvel espoir[21].

### Épisode 4:La Mission impossible
- États-Unis : 20 octobre 2014 sur Disney XD[1]
- France :
  - 26 octobre 2014 sur Disney XD
  - 15 février 2015 sur France 4

- États-Unis : 581 000 téléspectateurs[22] (première diffusion)

Ezra est en train de s'entraîner sur la maîtrise de la Force, lorsque Chopper commence à le taquiner. De fil en aiguille, Ezra et le droïde entrent dans la cabine de Zed et l'entraînent dans leur querelle. Après avoir cassé une couchette, leurs chamailleries finissent dans la soute où se trouve Kanan. Finalement, Hera décide de donner une mission aux deux rebelles. Cette mission est simple : ils doivent faire les courses dans la ville de Lothal et notamment trouver un meiloorun, un fruit rare.
Dans la ville, Ezra rencontre un ancien ami de ses parents, le vieux fermier Morad Sumar. En conversant ensemble, le jeune rebelle finit par lui demander s'il vend des meilooruns. Malheureusement pour lui, Sumar l'avertit que ces fruits ne poussent pas sur Lothal mais qu'il est possible de s'en procurer auprès d'un importateur. Ezra repart et aperçoit un groupe de Stormtroopers commandé par Yogar Lyste, ce petit groupe se dirige vers Sumar et lui demande s'il a changé d'avis pour la vente de sa ferme, ce qui n'est pas le cas.
Zed rejoint Ezra avec toutes les courses sauf le fameux fruit, ils trouvent alors une caisse de meilooruns que vient de vendre un marchand aux Impériaux. Ezra veut les voler, cependant, en tentant d'accéder aux fruits, le jeune rebelle alerte des Stormtroopers qui poursuivent les deux rebelles dans les rues de la ville. Pour s'échapper, Zed et Ezra se séparent et le Lasat vole un chasseur TIE des mains de Valen Rudor.
En conduisant le véhicule, Zed récupère son acolyte poursuivi par des Stormtroopers. Le Lasat ne sait pas très bien piloter mais il réussit à ressortir de la ville sans détruire le chasseur mais seulement en salissant le hublot, empêchant toute visibilité. Ezra a alors un pressentiment permettant au chasseur d'éviter un gros rocher puis il nettoie le hublot du vaisseau.
- Cet épisode marque la première apparition des Transports de Troupes Impériales (TTI), qui sont l'adaptation animée d'un jouet classique Kenner disponible lors de la sortie d'Un nouvel espoir en 1977 et de L'Empire contre-attaque en 1980[23].
- Le terme « meiloorun » est apparu pour la première fois dans le roman Le Jeu de la mort (Wedge's Gamble) écrit par Michael A. Stackpole et publié par Bantam Books en 1996[23].

### Épisode 5:Au secours des anciens maîtres
- États-Unis : 27 octobre 2014 sur Disney XD[1]
- France :
  - 2 novembre 2014 sur Disney XD
  - 22 février 2015 sur France 4

- États-Unis : 946 000 téléspectateurs[24] (première diffusion)

Kanan tente d'apprendre à Ezra à maîtriser la Force, mais Chopper et Zed vont beaucoup trop loin en se moquant de lui, ce qui provoque une rupture entre Ezra et Kanan.
Plus tard, à bord du Ghost, les rebelles captent une émission piratée de l'Holonet, selon laquelle le Maître Jedi Luminara Unduli serait toujours vivante et prisonnière dans le système Stygeon. Le groupe rebelle décide de partir la délivrer.
Sur place, le groupe découvre que les plans de la prison sont obsolètes et qu'ils doivent se séparer pour retrouver la Jedi plus rapidement avant que les Impériaux apprennent leur présence. Tandis que Zed et Sabine gardent l'ascenseur occupé, Ezra et Kanan se dirigent à la cellule de Luminara.
Dans la cellule du Jedi, ils découvrent que la Maître Jedi est dans un sarcophage, morte depuis des années en même temps que la République, et que le hack de l'Holonet était en fait un piège pour attirer de potentiels Jedi et les éliminer.
L'Inquisiteur accueille alors les deux Jedi et un affrontement s'engage. L'adepte du côté obscur est bien supérieur aux deux rebelles, qui préfèrent fuir le combat. Le groupe de rebelles ne parvient que de justesse à s'en sortir, grâce au concert d'Ezra et Kanan qui utilisent en harmonie la Force.
- La prison sur Stygeon, connue sous le nom de La Flèche de Spire, est le même établissement secret où Dark Maul fut emprisonné dans la série de comics Dark Maul : Fils de Dathomir. L'environnement a été développé pour un épisode de Star Wars: The Clone Wars qui n'a jamais été terminé à la suite de l'annulation de la série[25].
- Luminara Unduli apparaît pour la dernière fois, dans l'ordre chronologique, dans La Revanche des Sith où elle commande des soldats clones sur les plages de Kashyyyk. Les circonstances entourant sa mort n'y sont pas représentées dans le film, à l’exception d'une animatique de l'épisode III, disponible sur l'édition Blu-ray, où le Maître Jedi est abattu par un groupe de clones. Par la suite, les restes de son corps sont utilisés par l'Inquisiteur afin d'attirer des Jedi désirant la secourir[25].
- L'Inquisiteur identifie le maître de Kanan en tant que Depa Billaba. Depa apparaît brièvement dans La Menace fantôme et dans L'Attaque des clones. Par la suite, elle apparaît aux côtés de son padawan dans la série de bandes dessinées flashback, Star Wars : Kanan - Le Dernier Padawan, écrite par Greg Weisman et dessinée par Pepe Larraz (es)[25].

### Épisode 6:Le Cadet impérial
- États-Unis : 3 novembre 2014 sur Disney XD[1]
- France :
  - 9 novembre 2014 sur Disney XD
  - 28 février 2015 sur France 4

- États-Unis : 640 000 téléspectateurs[26] (première diffusion)

Infiltré parmi les cadets de l'Académie Impériale de Lothal, Ezra tente de devenir stormtrooper pour pouvoir voler un décodeur Impérial. Il se lie d'amitié au cours des entraînements avec les cadets Jai Kell et Zare Leonis. Tous trois deviennent rapidement les trois meilleurs de la promotion.
Plus tard, ayant pénétré dans le bureau de l'Agent Kallus, Ezra vole le décodeur, mais est interrompu par le cadet Leonis, qui, à la surprise d'Ezra, est en fait de son côté. Leonis apprend à Ezra qu'il s'est engagé dans la Légion Impériale pour retrouver sa sœur disparue après être entrée à l'Académie Impériale. Leonis et Ezra mettent alors au point un plan pour pouvoir s'évader de l'Académie avec le décodeur en utilisant un MD-TT.
Ezra découvre entre temps qu'il est soupçonné, avec le cadet Kell, d'être des utilisateurs de la Force par leur instructeur, qui n'hésite pas à en informer directement l'Inquisiteur. Ezra réussit alors à donner le décodeur à Chopper, infiltré lui aussi à l’Académie, et demande aux rebelles de créer une diversion pour l'aider lui et ses amis à fuir.
Tandis que Kanan et Hera utilisent le décodeur pour détruire un crystal Kyber transporté par des vaisseaux impériaux, Ezra et ses deux amis s'emparent du MD-TT, et Sabine et Zed créent une diversion à l'entrée de l'Académie.

### Épisode 7:Hors des ténèbres
- États-Unis : 10 novembre 2014 sur Disney XD[1]
- France :
  - 16 novembre 2014 sur Disney XD
  - 1er mars 2015 sur France 4

- États-Unis : 604 000 téléspectateurs[28] (première diffusion)

Lors d'une mission, le Phantom se retrouve poursuivi par plusieurs chasseurs TIE. Hera réussit à mettre hors d'usage les chasseurs impériaux grâce à ses talents de pilote, sans se rendre compte que le Phantom a été touché lors de la poursuite et qu'une fuite de fuel est en cours.
De retour sur le Ghost, Sabine fait part à Hera de sa déception quant à sa mise à l'écart concernant le mystérieux contact nommé Fulcrum. Elle reproche à Hera et à Kanan de cacher tout ce qu'ils savent sur ce mystérieux contact et demande à être présente lors de leur prochain rendez-vous avec lui. Hera finit par accepter, et elles se rendent toutes deux sur Fort Anaxes, une ancienne base abandonnée datant de la République et se trouvant sur un astéroïde, là ou est supposé se dérouler le rendez-vous.
Fulcrum ne se montre pas mais la cargaison est bien présente. Les deux rebelles commencent à embarquer les containers tandis que Sabine insiste sur le fait qu'ils peuvent lui faire confiance. Elle rappelle à Hera qu'elle était cadette impériale et que c'est dur pour elle de suivre les ordres sans poser de questions désormais. Hera lui rétorque alors qu'elle doit lui faire confiance et que si elle n'en sait pas plus, c'est pour sa propre sécurité et que cela concerne quelque chose de bien plus grand que l'équipage du Ghost lui-même.
Hera se rend compte alors que le fond de la base est en désordre et que des traces suspectes sont sur le sol. C'est alors que plusieurs créatures émergent des ténèbres de la base : des Fyrnocks. Elles réussissent à les tenir à distance grâce à leur précision aux blasters mais elles se retrouvent rapidement submergées par les nombreuses créatures. Heureusement, ces dernières craignent la lumière et ne peuvent pas s'aventurer hors de l'ombre du hangar. Mais encore une fois, la chance ne leur sourit pas puisqu'un énorme astéroïde est sur le point de passer devant le soleil, ce qui permettra aux Fyrnocks d'attaquer hors du hangar.
Voulant fuir rapidement Fort Anaxes, Hera se rend compte que le Phantom n'a plus de fuel pour repartir et contacte en urgence le Ghost. En attendant que le reste de l'équipage arrive, Hera et Sabine préparent leur défense. Elles installent plusieurs bidons de Rhydonium - un gaz hautement inflammable - stratégiquement et réussissent à maintenir les Fyrnocks à distance. Mais les vagues incessantes de créatures finissent par les rattraper et c'est à ce moment-là que le Ghost arrive pour les sauver. Avant de fuir une fois pour toutes l'astéroïde, à bord du Ghost, Hera prend soin de récupérer le Phantom.

### Épisode 8:Le Jour de l'Empire
- États-Unis : 17 novembre 2014 sur Disney XD[1]
- France :
  - 23 novembre 2014 sur Disney XD
  - 7 mars 2015 sur France 4

- États-Unis : 672 000 téléspectateurs[30] (première diffusion)

Ezra continue son entraînement mais n'arrive pas à se libérer totalement, malgré l'enseignement de Kanan. Mais pour lui, c'est un jour spécial : c'est le Jour de l'Empire, date fêtant la naissance de l'Empire mais également la sienne. Les rebelles se rendent alors chez le vieux Jho, une cantina populaire gérée par un Ithorien. À l'intérieur, ils tombent sur une patrouille impériale qui est à la recherche d'un Rodien qu'Ezra reconnaît immédiatement : il s'agit de Tseebo, un ami de ses parents. Alors que l'HolonetNews est diffusé dans le bar à la suite des remontrances d'un pilote impérial, l'annonce de la parade impériale est coupée. Un message du sénateur exilé Gall Trayvis est diffusé, demandant aux citoyens de boycotter ces fêtes d'anniversaire.
Jho indique alors aux rebelles que le Rodien est recherché activement et qu'un blocus a même été mis en place par les impériaux. L'équipage du Ghost prévoit alors de saboter les festivités impériales. Durant la parade, l'Empire révèle un nouveau prototype de Chasseur TIE Avancé. Alors que Maketh Tua fait un discours de présentation, le chasseur est désintégré grâce à une grenade lancée par Kanan. Comprenant immédiatement que les rebelles sont derrières cette explosion, le Grand Inquisiteur et l'Agent Kallus décident de les chasser dans la ville même.
Les rebelles trouvent alors refuge dans la maison d'enfance d'Ezra. Ils découvrent avec surprise qu'à l'intérieur, caché sous une trappe, se trouve le Rodien recherché par l'Empire, Tseebo. Ses implants cybernétiques, placés par les impériaux qu'il a rejoints plusieurs années auparavant, le rendent complètement hagard mais font de lui un atout précieux : ses implants sont bourrés d'informations de la plus haute importance sur l'Empire.
- Plutôt que de le montrer tel qu'il est dans la série, l'apparence de l'empereur Palpatine est montrée quand il était jeune et beau, une pratique courante des tyrans en utilisant les médias[31].
- Pour l'hymne impérial, Kevin Kiner a composé une version joyeuse du thème The Imperial March qui accompagne souvent Dark Vador dans L'Empire contre-attaque et Le Retour du Jedi[31].

### Épisode 9:La Force sous contrôle
- États-Unis : 24 novembre 2014 sur Disney XD[1]
- France :
  - 30 novembre 2014 sur Disney XD
  - 8 mars 2015 sur France 4

- États-Unis : 656 000 téléspectateurs[32] (première diffusion)

La poursuite continue ! L'Inquisiteur ne lâche pas les rebelles qui viennent de quitter Lothal après leur sabotage. Tseebo a du mal à rester concentré, toujours à cause de ses implants cybernétiques, mais Ezra veut savoir ce que ses parents sont devenus. Il en veut énormément au Rodien, qu'il accuse d'avoir laissé ses parents aux mains de l'Empire. De son côté, l'Inquisiteur se rend compte qu'il ne pourra jamais rattraper le Ghost. Avant qu'il ne passe en hyperespace, il réussit à placer un mouchard sur la coque du vaisseau rebelle. Quelques secondes plus tard, le Ghost réussit à passer en hyperespace grâce à l'aide de Tseebo.
Mais les rebelles se rendent vite compte qu'ils sont suivis à la trace à cause du mouchard placé par l'Inquisiteur. Heureusement pour eux, il a commis une légère erreur : le mouchard est placé sur le Phantom. Kanan propose alors de prendre le Phantom avec Ezra et de se détacher du Ghost alors que celui-ci est toujours en vitesse lumière. Le pari est réussi et les deux rebelles se retrouvent sur Fort Anaxes.
Une fois sur place, Kanan décide de continuer à former Ezra. Il veut absolument que son padawan réussisse à se laisser aller à la Force pour se connecter aux autres, que ce soit des êtres doués de pensée ou non. Les Fyrnocks, nombreux sur la base abandonnée, feront un exercice parfait pour lui. Toutefois, Ezra n'y arrive toujours pas à cause de sa peur profonde, et les Fyrnocks se rapprochent dangereusement d'eux. Ezra a peur de connaître la vérité sur ses parents, il a peur d'avoir perdu des êtres chers. Kanan arrive alors pour le rassurer et le conseiller. Au bout de quelques secondes, les Fyrnocks se calment et restent proche du jeune padawan sans bouger.
De leur côté, les rebelles du Ghost ont réussi à livrer Tseebo à Fulcrum, l'agent secret avec qui ils sont en contact. Avant de quitter Hera, le Rodien répète qu'il sait ce qui est arrivé aux parents d'Ezra et la Twi'lek lui dit alors qu'elle fera passer le message au jeune garçon.
Quelques minutes plus tard, sur Fort Anaxes, l'Inquisiteur arrive après avoir suivi les données indiquées par le mouchard. Il transmet un ordre direct à ses troupes : il veut les rebelles vivants. Mais les deux Jedi ne l'entendent pas de cet avis et résistent aux assauts impériaux, grâce notamment aux Fyrnocks qu'ils arrivent à guider par la Force. Mais l'Inquisiteur est à peine ralenti et il engage le combat au sabre laser contre Kanan. Le Jedi est largement inférieur à lui et tombe inconscient après avoir été projeté par une poussée de Force. Ezra ne peut pas faire grand-chose non plus, mais sa colère est telle qu'il invoque, sans vraiment le vouloir et grâce au côté obscur, un Fyrnock monstrueux, bien plus gros que les autres. Cette fois-ci, l'Inquisiteur doit combattre plus sérieusement pour s'en défaire. Kanan se réveille à ce moment-là mais se rend compte trop tard que son padawan a puisé dans le côté obscur et dans la colère pour combattre l'Inquisiteur. Le jeune garçon, tombé dans l'inconscience, se réveille dans les bras de son maître et dit qu'il a froid et qu'il ne se souvient de rien. Mais n'ayant pas de temps à perdre, Kanan ramène Ezra jusqu'au Phantom et quitte la planète après avoir pris soin de détruire la navette impériale dans laquelle était arrivé l'Inquisiteur.
- Le logo sur la coque du Phantom auquel le mouchard s'attache est un clin d'œil à l'autocollant Allied Van Lines qui orne le cockpit du modèle original du Millenium Falcon d'ILM[33].
- Il s'agit de la première apparition de la navette de classe Sentinelle dans la série. Les vaisseaux ont été conçus pour l'édition spéciale de Star Wars[33].

### Épisode 10:L'Épreuve du Jedi
- États-Unis : 5 janvier 2015 sur Disney XD[1]
- France :
  - 25 janvier 2015 sur Disney XD
  - 14 mars 2015 sur France 4

- États-Unis : 569 000 téléspectateurs[34] (première diffusion)

Kanan a pris une grande décision et a un nouveau challenge pour son padawan Ezra. En effet, depuis sa dangereuse connexion au côté obscur, Kanan s'inquiète et explique à Ezra que de nombreux temples Jedi existent encore à travers la galaxie, malgré la destruction de la plupart d'entre eux par l'Empire. Forçant Ezra à se concentrer pour en trouver un, celui-ci finit par entrevoir, à l'aide de la Force, un temple situé sur Lothal. Kanan et Ezra s'y rendent et avec la Force, tous les deux arrivent à en révéler l'entrée. À peine rentré à l'intérieur, Ezra prend peur en voyant un Jedi mort. Kanan lui explique alors qu'ici, il devra affronter seul ses plus grandes peurs.
C'est alors que son grand défi commence avec l'arrivée - par une vision dans la Force - de l'Inquisiteur. Son maître - faisant lui aussi partie de la vision - intervient pour sauver Ezra, mais se fait tuer. Ezra décide qu'il va faire payer l'Inquisiteur pour cet acte, mais tombe de la falaise sur laquelle il se trouvait alors que l'Inquisiteur avançait dans sa direction.
La vision continue et Ezra se retrouve dans le Ghost. Le jeune homme entend alors l'équipage discuter de lui et de leur doute quant à ses capacités. Une nouvelle fois, l'Inquisiteur apparaît dans le vaisseau, puis de nouveau dans le temple. Ezra réalise alors qu'il vit une illusion, bien que l'Inquisiteur lui assure que non. Il se tient alors devant son pire ennemi, maîtrisant sa peur et n'ayant pas peur de mourir. La vision de l'Inquisiteur le frappe alors de son sabre laser, et cette fois-ci, Ezra se réveille. Il entend alors une voix qui l'invite à suivre la lumière. Ce n'est autre que Yoda qui lui dit de décider de la voie qu'il doit suivre.

### Épisode 11:La Main gagnante
- États-Unis : 19 janvier 2015 sur Disney XD[1]
- France :
  - 1er février 2015 sur Disney XD
  - 15 mars 2015 sur France 4

- États-Unis : 531 000 téléspectateurs[36] (première diffusion)

L'équipage du Ghost prend un peu de repos ! Dans la cantina du vieux Jho, Zed joue au sabacc et perd contre un mystérieux adversaire. Totalement à sec et sûr de son dernier coup, le Lasat tente le tout pour le tout et mise Chopper. Malheureusement pour lui, il ne savait pas que son adversaire n'était autre que Lando Calrissian. Ce dernier, gagnant de cette dernière main, devient alors le nouveau propriétaire du droïde.
Lando se rend alors dans le vaisseau des rebelles et annonce qu'il a besoin d'un vaisseau capable de passer le blocus instauré par l'Empire. Pour faire preuve de sa bonne foi, Lando propose un marché : si la mission est un succès, il rendra le droïde à l'équipage en guise de paiement. N'ayant guère le choix, l'équipage du Ghost accepte.
Ils rencontrent alors Azmorigan, un criminel notoire, avec qui Lando négocie. Seulement, et à la grande surprise du groupe, il propose Hera comme paiement contre la cargaison souhaitée. Azmorigan accepte et livre la cargaison, mais les rebelles ne le voient pas de cet œil. Néanmoins, Lando se montre rassurant : tout ira bien pour Hera, et si elle suit le plan qu'ils ont mis sur pied, elle les rejoindra bientôt. Effectivement, tout se passe comme prévu et Hera réussit à se rendre dans une capsule de sauvetage qui est récupérée par le Ghost. Mais le retour ne se passe pas comme prévu et une petite escarmouche a lieu contre les impériaux. Finalement, ils réussissent à atterrir sur Lothal et se rendent dans la propriété de Calrissian. La cargaison "achetée" à Azmorigan, qui n'est autre qu'un cochon-globe, va lui servir à détecter les minéraux précieux présents dans le sol.

### Épisode 12:Vision d'espoir
- États-Unis : 2 février 2015 sur Disney XD[1]
- France :
  - 8 février 2015 sur Disney XD
  - 21 mars 2015 sur France 4

- États-Unis : 707 000 téléspectateurs[38] (première diffusion)

Ezra s'entraîne avec son nouveau sabre laser sur Lothal. Sabine, Chopper et Zed tirent à basse-puissance en sa direction afin qu'il puisse dévier les tirs et qu'il ne se blesse pas s'il rate. Mais tout s'arrête brutalement pour Ezra, qui a une vision. Celle-ci lui montre les événements à venir et il entrevoit le sénateur Gall Trayvis prononçant ces mots : "Tes parents étaient braves".
Malgré les avertissements de Kanan, Ezra est convaincu que sa vision va devenir réalité et l'équipage du Ghost décide de passer à l'action. Lors de sa dernière allocution pirate, le sénateur en exil fait comprendre qu'il va venir sur Lothal et qu'il sera dans le Sénat de l'Ancienne République. Afin de s'assurer que le plan mis en place ne risque rien, Ezra retrouve Zare Leonis, toujours en service chez les cadets impériaux. Ce dernier lui informe que Kallus rassemble des troupes pour une intervention au Sénat.
Les rebelles du Ghost ne perdent donc plus de temps et ont pour objectif de sauver Trayvis. Ils arrivent finalement jusqu'à lui, au Sénat, mais se retrouvent également nez-à-nez avec Kallus et ses stormtroopers. Grâce à Sabine et à ses bombes lâchant de la fumée, les rebelles réussissent à sauver Trayvis et à fuir par les égouts de Lothal. Mais les impériaux ne lâchent rien et poursuivent les rebelles, qui sont obligés de se séparer pour faire diversion : Hera, Ezra et le sénateur d'un côté ; Zed, Kanan et Sabine de l'autre.

### Épisode 13:L'Appel de l'action
- États-Unis : 9 février 2015 sur Disney XD[1]
- France :
  - 8 mars 2015 sur Disney XD
  - 22 mars 2015 sur France 4

- États-Unis : 604 000 téléspectateurs[39] (première diffusion)

L'Empire a décidé de prendre les choses en main sur Lothal ! Une navette impériale se pose au quartier général de l'Empire sur la planète. La ministre Maketh Tua, l'Agent Kallus et l'Inquisiteur sont présents pour accueillir cet invité de marque, qui n'est autre que le Grand Moff Tarkin. Il est fortement contrarié de la situation sur Lothal et souhaite mettre un terme aux actions des rebelles.
Pendant ce temps-là, les membres du Ghost "s'amusent" avec les stormtroopers locaux. Sur l'HoloNet, Zed et Hera regardent une interview de Gall Trayvis, durant laquelle le sénateur dit que les rebelles ne sont pas des gens de confiance. Il offre par ailleurs une récompense pour leur capture. Cela donne une idée à Kanan : envoyer un message via la tour de communication impériale de Lothal, afin de répondre à ces dires.
De son côté, Tarkin prend plusieurs initiatives concrètes. Il invite les officiers Aresko et Grint dans son bureau et fait part de leurs incompétences à arrêter les rebelles, qui agissent dans le secteur depuis bien trop longtemps. L'Inquisiteur apparaît alors et met un terme à leur vie, pendant que Tarkin annonce que désormais, l'échec aura des conséquences et qu'aucune erreur ne sera tolérée. Il ordonne ensuite à Kallus de placer un peu partout des droïdes sondes afin de retrouver rapidement ces rebelles.
Les rebelles avancent de leur côté dans leur mission. Ils se rendent vite compte que des droïdes sondes sont un peu partout et se font même filmer par le droïde le plus proche alors qu'ils pensaient l'avoir désactivé. Tarkin ne perd pas une minute et exploite les images du droïde. Il met en place un piège afin de les capturer près de la tour de communication.

### Épisode 14:Les Rebelles résolus
- États-Unis : 23 février 2015 sur Disney XD[1]
- France :
  - 15 mars 2015 sur Disney XD
  - 28 mars 2015 sur France 4

- États-Unis : 551 000 téléspectateurs[41] (première diffusion)

Kanan se retrouve emprisonné, seul, loin de ses camarades. Toutefois, ces derniers ont de la ressource, comme ils l'ont déjà prouvé, et même sans le Jedi dans leur rang. Les impériaux sont d'ailleurs à la recherche du reste de l'équipage du Ghost et passent Lothal au peigne fin. Les rebelles en profitent pour s'introduire dans un MD-TT se trouvant dans les rues de Lothal. Leur plan initial était de faire en sorte que Chopper puisse consulter les données impériales depuis le véhicule, mais malheureusement pour eux, aucun port ne permet à Chopper de se connecter. Dans la précipitation, les rebelles repartent à bord du Ghost et fuient.
Hera rentre alors en contact avec le mystérieux Fulcrum, qui leur demande d'arrêter leur mission de sauvetage, jugée trop risquée. Hera s'en remet à son contact et annonce au reste de l'équipage que les recherches sont stoppées afin de ne pas compromettre leur futur. L'équipage encaisse difficilement le coup mais Ezra décide de ne pas laisser tomber son maître. Il demande alors à Chopper de distraire Hera pendant que lui, Sabine et Zed montent à bord du Phantom et prennent la fuite. Pendant ce temps-là, Kanan est aux mains de l'Inquisiteur et de Tarkin. Il arrive à résister aux droïdes qui l'interrogent et à la torture infligée par l'Inquisiteur. Mais ce dernier ne souhaite pas rester sur un échec et déploie tout son pouvoir pour faire parler le Jedi. De leur côté, la petite équipe de rebelles avance. Ils vont voir Cikatro Vizago afin de glaner des informations, mais le contrebandier clame ne rien savoir. Il ne croit pas le jeune homme, qui lui indique que Kanan est un Jedi. Mais lorsque le garçon utilise ses pouvoirs devant lui, il ne peut qu'accepter la vérité et livre des informations importantes aux trois rebelles : les impériaux utilisent des droïdes pour s'échanger les informations importantes depuis que la tour de communication a été délibérément détruite par Tarkin. Le Dévaronien donne cette information gratuitement, mais fait clairement comprendre qu'Ezra et ses amis ont désormais une dette envers lui. Les rebelles retournent donc au Ghost et retrouvent une Hera furieuse. Cependant, le plan d'Ezra se tient et elle accepte d'y participer. La torture s'intensifie pour Kanan, mais ce dernier arrive à résister et ne livre aucune information importante concernant une potentielle rébellion dans la galaxie. Tarkin prend alors la décision d'emmener le Jedi à un endroit où il finira obligatoirement par craquer.
- Cet épisode marque la première apparition du croiseur léger Impérial, une refonte légèrement modifiée du croiseur léger Jedi vu dans la série Star Wars: The Clone Wars. Il est inspiré par la transition des croiseurs Jedi vers les vaisseaux impériaux visibles à la fin de La Revanche des Sith[42].
- Star Wars: The Clone Wars pouvait réutiliser un modèle unique d'apparence pour les membres de l'équipage à plusieurs reprises pour remplir un vaisseau puisqu'il s'agissait de soldats clones. Les membres de l'équipage des vaisseaux Impériaux tirent leur chapeau vers le bas afin de dissimuler le fait que le même modèle d'animation est utilisé à plusieurs reprises[42].
- Le vaisseau de Cikatro Vizago est visible dans cet épisode. Comme son organisation, il est appelé le Broken Horn[42].

### Épisode 15:Galaxie en flammes
- États-Unis : 2 mars 2015 sur Disney XD[1]
- France :
  - 22 mars 2015 sur Disney XD
  - 29 mars 2015 sur France 4

- États-Unis : 724 000 téléspectateurs[43] (première diffusion)

Les rebelles se trouvent toujours sur Lothal et réussissent à voler un cargo impérial, notamment grâce à l'habileté de Sabine. Ils se rendent alors dans le système Mustafar et apprennent que Kanan se trouve sur un Destroyer Stellaire Impérial, au beau milieu d'une flotte complète. Les rebelles prévoient alors d'utiliser un chasseur TIE volé plusieurs semaines auparavant.
Pendant ce temps-là, l'Inquisiteur continue d'interroger Kanan sous la torture et désire savoir qui est le mystérieux Fulcrum. Il change alors de méthode et plutôt que d'utiliser la torture physique, l'Inquisiteur fait culpabiliser Kanan en lui rappelant la mort de son maître. Les rebelles arrivent enfin dans le système et Ezra arrive à se connecter à son maître à travers la Force. Grâce à leur chasseur TIE volé et rempli de bombes électromagnétiques, ils arrivent à mettre hors d'usage le Destroyer pendant un moment. Ils en profitent alors pour s'introduire dans le vaisseau impérial et c'est alors qu'une course contre la montre commence. Tarkin réagit immédiatement et demande du renfort. Les rebelles font face à une forte opposition mais Ezra arrive à s'introduire dans un conduit d'aération, ce qui lui permet de gagner du temps et de ne pas se faire repérer.
Ezra arrive rapidement dans la cellule de Kanan, qui est fortement affaibli par les heures de torture qu'il a subi. Alors qu'ils commencent à prendre la fuite, Kanan et Ezra tombent sur l'Inquisiteur sur une plateforme. Kanan ne veut pas que son padawan l'affronte. Il prend le sabre laser de son élève et se lance seul face à son pire ennemi. Mais Ezra ne l'entend pas de cette oreille et parvient, grâce à la Force, à récupérer le sabre laser de son maître, qui se trouvait alors à la ceinture de l'Inquisiteur. Même seul contre deux Jedi, l'Inquisiteur arrive à prendre le dessus et blesse sévèrement Ezra au visage. Ce dernier tombe de la plateforme, complètement sonné. Kanan récupère alors son sabre laser et combat l'Inquisiteur comme jamais auparavant, calme, réfléchi et résolu.
Au même moment, le reste de l'équipage du Ghost tente de s'enfuir du vaisseau coûte que coûte. Hera tente de joindre Ezra mais ce dernier est encore sonné par ce qui vient de lui arriver. Il arrive à se réveiller difficilement et se rend compte que son maître défie l'Inquisiteur seul. Mais pour la première fois depuis leur première rencontre, Kanan prend le dessus sur l'Inquisiteur. Il parvient même à le désarmer, et la puissance engendrée par la double lame tombée en contrebas provoque un début de réaction en chaîne dans le réacteur du vaisseau. Se tenant à bout de bras au bord de la plateforme, l'Inquisiteur lâche une dernière parole à Kanan, lui disant qu'il y a bien pire que la mort, avant de se laisser tomber dans le réacteur en flammes un peu plus bas.
- Le chasseur TIE volé, qui remonte à l'épisode La Mission impossible, devait à l'origine être revu à quelques reprises tout au long de la série comme un projet de fond secrètement entrepris par Ezra et Sabine. Toutes les références au chasseur, y compris sa potentielle survie à la fin de La Mission impossible, ont été finalement laissées de côté afin de gagner du temps dans les épisodes individuels et de maximiser l'impact de la révélation dans cet épisode[44].
- La salle des machines du Destroyer Stellaire Impérial est similaire dans son apparence et sa disposition à la salle des machines du croiseur Jedi, qui à son tour a été inspiré par la scène de la salle des machines de l'anime japonais The Super Dimension Fortress Macross[44].
- Le costume des membres de l'équipage rebelle est fondé sur des illustrations de Ralph McQuarrie pour les rebelles d'Un nouvel espoir[44].

## DVD et Blu-ray
La commercialisation de cette première saison a débuté avec le double épisode, Prémices d'une Rébellion, sorti uniquement en DVD le 14 octobre 2014 aux États-Unis et le 22 octobre 2014 en France. L'intégrale de la saison, quant à elle, propose un coffret DVD et Blu-ray sorti le 1er septembre 2015 aux États-Unis. En France, seul le coffret DVD est sorti le 13 octobre 2015. Chaque coffret rassemble le double épisode, déjà sorti séparément en DVD, et le reste des épisodes de la saison.
Le coffret DVD contient, pour les bonus, quatorze reportages intitulés Les Coulisses de Rebels (Rebels Recon) qui furent mis en ligne sur le site officiel après la diffusion de chaque épisode, un television special, nommé Le Guide ultime de Star Wars Rebels (Star Wars Rebels: The Ultimate Guide), qui résume la saison, et un aperçu de la deuxième saison. Le coffret Blu-ray, plus riche en contenu, contient les quatre courts métrages qui présentent les personnages principaux, le panel de la série lors de la Star Wars Celebration à Anaheim, ainsi que tous les bonus du DVD.